# Autolitografia
Autolitografia – litografia, stworzona przez autora – artystę grafika wprost na kamieniu litograficznym. 
W XIX wieku istniało wiele zakładów litograficznych, w których rysunki stworzone przez artystów były przenoszone ręcznie przez rzemieślników-litografów (w odbiciu zwierciadlanym) na kamienie litograficzne. Takie litografie zatracały ważną cechę dzieła artysty – ślad ręki twórcy. Dlatego w końcu XIX wieku artyści-graficy (w Polsce m.in. Witold Wojtkiewicz, Leon Wyczółkowski i Kazimierz Sichulski) zaczęli tworzyć autolitografie, nanosząc obraz tuszem litograficznym lub tłustą kredką wprost na kamieniu. Musieli przy tym pamiętać, że – podobnie jak w przypadku np. drzeworytu – obraz na kamieniu, także ewent. napisy, ukaże się na wydruku w odbiciu lustrzanym. 

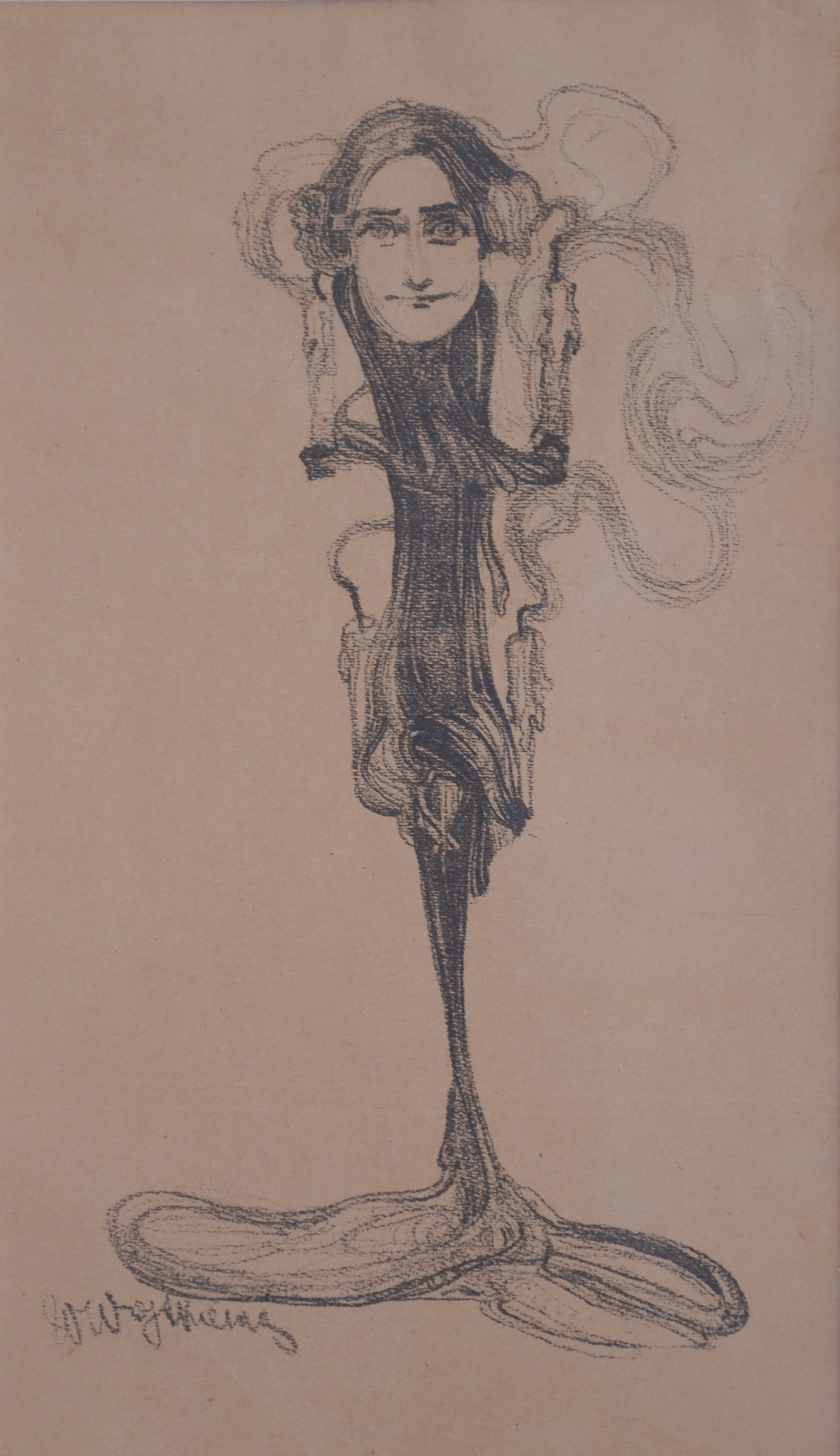
Autolitografia Witolda Wojtkiewicza (1904)
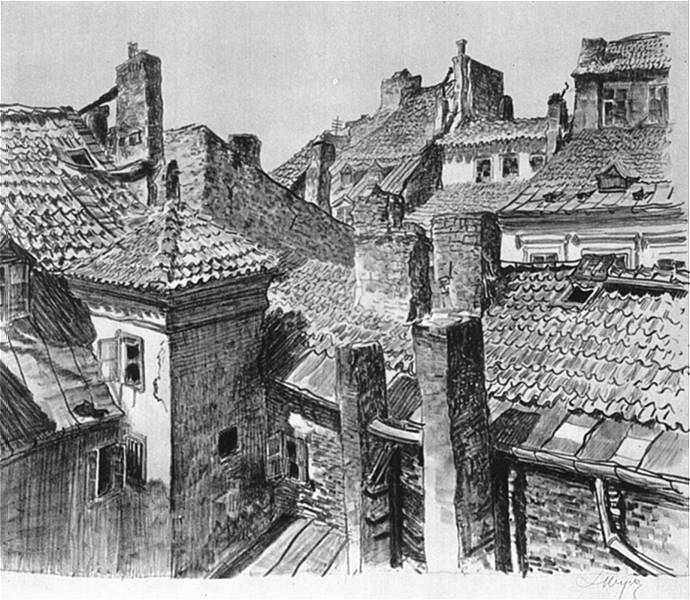
Autolitografia Leona Wyczółkowskiego (1916)
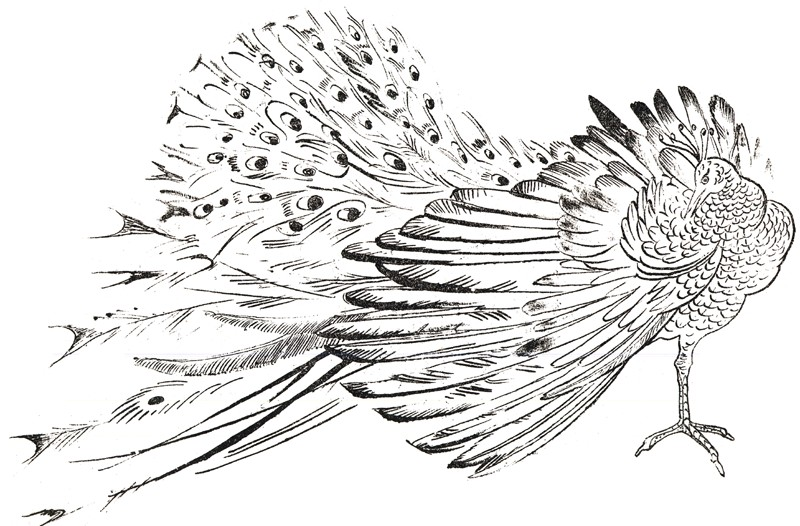
Autolitografia Kazimierza Sichulskiego (1925)